# Lille Grønnegade teater

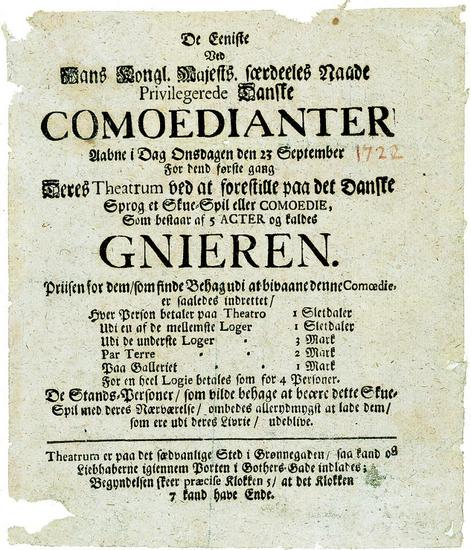
Poster for Molière's The Miser, 1722

Lille Grønnegade teater var en dansk teater i Köpenhamn mellan 1722 och 1728. Det var Danmarks första offentliga teater. Den öppnades av fransk-danska aktörer från den franska hovteatern La troupe du Roi de Danemark, sedan den upplösts 1721. Teatern satte upp dansktalande pjäser för den danska allmänheten. Det förekom även balett. Dålig ekonomi tvingade teatern att stänga år 1728. Två år senare förbjöds all teaterverksamhet i Danmark, ett förbud som gällde i sexton år.